# Diocesi di Chengdu
La diocesi di Chengdu (in latino: Dioecesis Cemtuana) è una sede della Chiesa cattolica in Cina suffraganea dell'arcidiocesi di Chongqing. Nel 1950 contava 40.240 battezzati su 20.000.000 di abitanti. La sede è vacante.

## Territorio
La diocesi comprende parte della provincia cinese di Sichuan, comprensiva delle città-prefettura di Mianyang, Deyang e Guangyuan, della città sub-provinciale di Chengdu, e di altri 37 distretti e contee provinciali.
Sede vescovile è la città di Chengdu, dove si trova la cattedrale dell'Immacolata Concezione.
Il territorio è suddiviso in 52 parrocchie.

## Storia
Il vicariato apostolico del Sichuan fu eretto nel 1680, ricavandone il territorio dal vicariato apostolico del Tonchino (oggi arcidiocesi di Hanoi).
Nel 1715 acquisì i territori dei soppressi vicariati apostolici di Kweichow e Yunnan.
Successivamente cedette a più riprese porzioni del suo territorio a vantaggio dell'erezione di nuove circoscrizioni ecclesiastiche, e precisamente:
- il vicariato apostolico di Yunnan (oggi arcidiocesi di Kunming) il 28 agosto 1840;
- il vicariato apostolico di Kweichow (oggi arcidiocesi di Guiyang) il 27 marzo 1846;
- il vicariato apostolico del Sichuan sud-orientale (oggi arcidiocesi di Chongqing) il 2 aprile 1856; contestualmente assunse il nome di vicariato apostolico del Sichuan nord-occidentale;
- il vicariato apostolico di Lhasa (oggi diocesi di Kangding) nel gennaio 1858, in seguito a modifiche dei confini tra i due vicariati.

Intanto il 2 aprile 1856 aveva assunto il nome di vicariato apostolico del Sichuan nord-occidentale, che mantenne fino al 3 dicembre 1924, quando in forza del decreto Vicarii et Praefecti della Congregazione di Propaganda Fide prese il nome di vicariato apostolico di Chengdu.
Il 2 agosto 1929 cedette un'altra porzione di territorio a vantaggio dell'erezione del vicariato apostolico di Shunqingfu (oggi diocesi di Nanchong).
L'11 aprile 1946 il vicariato apostolico è stato elevato a diocesi con la bolla Quotidie Nos di papa Pio XII.
L'ultimo vescovo Henri-Marie-Ernest-Désiré Pinault, fu espulso dalla Cina nel 1952.
Dal 1984 è in funzione a Chengdu un seminario interregionale, facente parte dell'associazione patriottica cattolica cinese, per la formazione dei seminaristi delle province cinesi di Guizhou, Sichuan e Yunnan..
Il 10 maggio 2011 è stato eletto vescovo, senza il consenso della Santa Sede, il sacerdote Simon Li Zhigang, che però è deceduto, a soli 48 anni, prima di ricevere l'ordinazione episcopale. Dopo altri tre anni di sede vacante, l'8 maggio 2014, secondo le procedure proprie della Conferenza episcopale "ufficiale", è stato eletto il sacerdote Joseph Tang Yuange. Questi ha ricevuto l'approvazione della Santa Sede nell'ottobre 2015 ed è stato consacrato vescovo il 30 novembre 2016, oltre due anni dopo la sua nomina.

## Cronotassi dei vescovi
Si omettono i periodi di sede vacante non superiori ai 2 anni o non storicamente accertati.

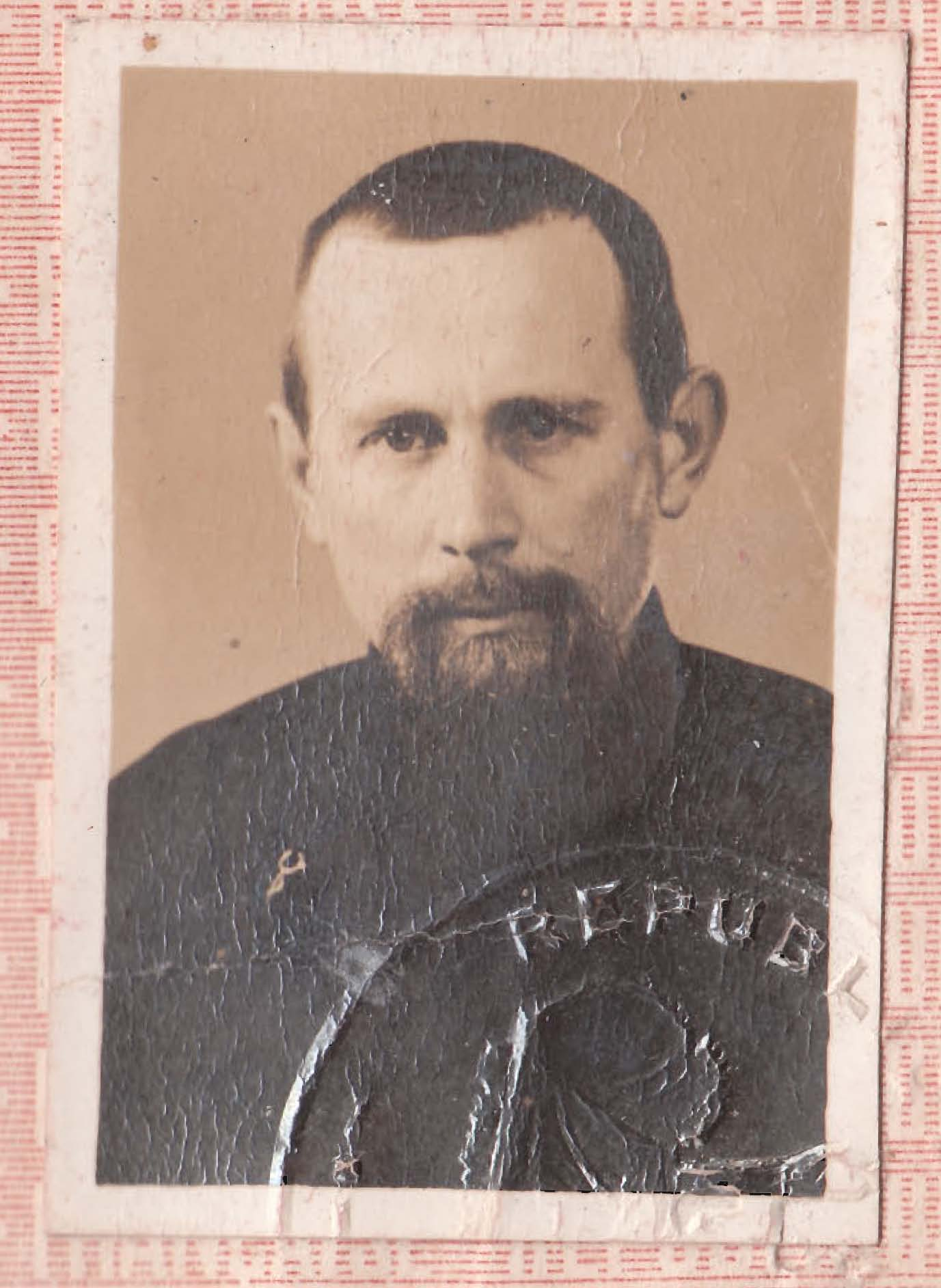
Il vescovo Henri Pinault

- Arthus de Lionne, M.E.P. † (22 ottobre 1696 - 2 agosto 1713 deceduto)
- Johannes Müllener, C.M. † (15 settembre 1715 - 17 dicembre 1742 deceduto)
- Louis Marie Maggi, O.P. † (17 dicembre 1742 - 20 agosto 1743 deceduto)
- Joachim-Enjobert de Martiliat, M.E.P. † (20 agosto 1743 - 24 agosto 1755 deceduto)
  - Sede vacante (1755-1767)
- François Pottier, M.E.P. † (24 gennaio 1767 - 28 settembre 1792 deceduto)
- Jean-Didier de Saint Martin, M.E.P. † (28 settembre 1792 succeduto - 15 novembre 1801 deceduto)
- San Jean-Gabriel-Taurin Dufresse, M.E.P. † (15 novembre 1801 succeduto - 14 settembre 1815 deceduto)
- Giacomo Luigi Fontana, M.E.P. † (9 maggio 1817 - 11 luglio 1838 deceduto)[6]
- Jacques-Léonard Pérocheau, M.E.P. † (11 luglio 1838 succeduto - 6 maggio 1861 deceduto)
- Annet-Théophile Pinchon, M.E.P. † (6 maggio 1861 succeduto - 26 ottobre 1891 deceduto)
- Marie-Julien Dunand, M.E.P. † (21 aprile 1893 - 4 agosto 1915 deceduto)
- Jacques-Victor-Marius Rouchouse, M.E.P. † (28 gennaio 1916 - 20 dicembre 1948 deceduto)
- Henri-Marie-Ernest-Désiré Pinault, M.E.P. † (14 luglio 1949 - 1983 ritirato)
  - Sede vacante
  - John Li Xi-ting † (6 luglio 1958 consacrato - 28 maggio 1989 deceduto)
  - Michael Liu Xian-ru † (24 febbraio 1992 consacrato - 25 ottobre 1998 deceduto)
  - Joseph Tang Yuange, ordinato il 30 novembre 2016

## Statistiche
Le ultime statistiche ufficiali riportate dall'Annuario Pontificio si riferiscono al 1950; in quell'anno la diocesi, su una popolazione di 20.000.000 di persone, contava 40.240 battezzati, corrispondenti allo 0,2% del totale.
| anno | popolazione | popolazione | popolazione | presbiteri | presbiteri | presbiteri | presbiteri                | diaconi | religiosi | religiosi | parrocchie |
| anno | battezzati  | totale      | %           | numero     | secolari   | regolari   | battezzati per presbitero | diaconi | uomini    | donne     | parrocchie |
| ---- | ----------- | ----------- | ----------- | ---------- | ---------- | ---------- | ------------------------- | ------- | --------- | --------- | ---------- |
| 1950 | 40.240      | 20.000.000  | 0,2         | 95         | 73         | 22         | 423                       |         | 22        | 88        | 52         |